# Pamianthe
Pamianthe мали je род монокотиледона из породице Amaryllidaceae. Припадају јој две јужноамеричке врсте, и то P. parviflora из Еквадора и P. peruviana из Перуа и Боливије.

## Врсте
1. Pamianthe parviflora Meerow
2. Pamianthe peruviana Stapf